# Секвенирование
Секвени́рование биополимеров (белков и нуклеиновых кислот — ДНК и РНК) — определение их аминокислотной или нуклеотидной последовательности (от лат. sequentum — последовательность). В результате секвенирования получают формальное описание первичной структуры линейной макромолекулы в виде последовательности мономеров в текстовом виде. Размеры секвенируемых участков ДНК обычно не превышают 100 пар нуклеотидов (next-generation sequencing) и 1000 пар нуклеотидов при секвенировании по Сенгеру. В результате секвенирования перекрывающихся участков ДНК получают последовательности участков генов, целых генов, тотальной мРНК или полных геномов организмов.
Для секвенирования применяют методы Эдмана, Сенгера и другие; в настоящее время для секвенирования генов обычно применяют метод Сенгера с дидезоксинуклеозидтрифосфатами (ddNTP). Обычно до начала секвенирования производят амплификацию участка ДНК, последовательность которого требуется определить, при помощи ПЦР. Секвенирование полного генома обычно осуществляют при помощи технологий секвенирования нового поколения (next-generation sequencing).

## Секвенирование по Сенгеру

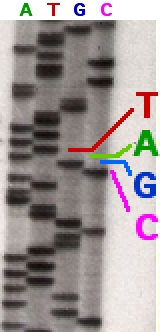
Участок геля, содержащего продукты полимеразной реакции, меченные радиоактивным изотопом. Радиоавтограф

Дидезоксинуклеотидный метод, или метод «обрыва цепи», был разработан Ф. Сенгером в 1977 году и в настоящее время широко используется для определения нуклеотидной последовательности ДНК. При секвенировании по Сенгеру происходит гибридизация синтетического олигонуклеотида длиной 17—20 звеньев со специфическим участком одной из цепей секвенируемого участка. Этот олигонуклеотид является праймером, поставляющим 3'-гидроксильную группу для инициации синтеза цепи, комплементарной матрице.
Раствор с праймером распределяют по четырём пробиркам, в каждой из которых находятся четыре дезоксинуклеотида, dATP, dCTP, dGTP и dTTP (один из них — меченый радиоактивным изотопом) и один из четырёх 2',3'-дидезоксинуклеотидов (ddATP, ddTTP, ddGTP или ddCTP). Дидезоксинуклеотид включается по всем позициям в смеси растущих цепей, и после его присоединения рост цепи сразу останавливается.
В результате этого в каждой из четырёх пробирок при участии ДНК-полимеразы образуется уникальный набор олигонуклеотидов разной длины, включающих праймерную последовательность. Далее в пробирки добавляют формамид для расхождения цепей и проводят электрофорез в полиакриламидном геле на четырёх дорожках. Проводят радиоавтографию, которая позволяет «прочесть» нуклеотидную последовательность секвенируемого сегмента ДНК.
В более современном варианте дидезоксинуклеотиды метят четырьмя разными флуоресцентными красителями и проводят ПЦР в одной пробирке. Затем во время электрофореза в полиакриламидном геле луч лазера в определённом месте геля возбуждает флуоресценцию красителей, и детектор определяет, какой нуклеотид в настоящий момент мигрирует через гель. Современные приборы используют для секвенирования ДНК капиллярный электрофорез.